# Energía de disociación de enlace
En química, la energía de disociación de enlace, D0, es una medida de la fuerza de enlace en un enlace químico. Se define como el cambio de entalpía estándar cuando se rompe un enlace por homólisis, con los reactivos y productos de la reacción de homólisis a 0 K (cero absoluto). Así, la energía de disociación de enlace de uno de los enlaces C-H en el etano (C2H6) está definido por el proceso:
CH3CH2-H → CH3CH2 + H 
D0 = ΔH = 101,1 kcal/mol (423.0 kJ/mol)
La 'energía de disociación de enlace' también se conoce como entalpía de disociación de enlace (o entalpía de enlace), pero estos términos no son estrictamente correctos, puesto que se refieren a la entalpía de la reacción anterior en condiciones estándar, y pueden diferir de D0 en más de 3 kcal/mol (12 kJ/mol).
La energía de disociación de enlace suele ser diferente a la energía de enlace, que es calculada a partir de la suma de las energías de disociación de enlace de todos los enlaces en una molécula.
Por ejemplo, un enlace O-H de la molécula de agua (H-O-H) tiene una energía de disociación de enlace de 493,4 kJ/mol, y se necesita 424,4 kJ/mol para romper el enlace O-H restante. La energía de enlace de los enlaces O-H en el agua es 458,9 kJ/mol, que es la media de los valores.
En la misma forma, la remoción sucesiva de los átomos de hidrógeno del metano tiene energías de disociación de enlace que son: 1884 kcal/mol (7882,56 kJ/mol) para D(CH3-H), 1606 kcal/mol (6716 kJ/mol) para D(CH2-H), 106 kcal/mol (424 kJ/mol) para D(CH-H) y finalmente 81 kcal/mol (339 kJ/mol) para D(C-H). En consecuencia, la energía de enlace es 99 kcal/mol o 414 kJ/mol (la media de las energías de disociación de enlace).
Obsérvese que si después de la disociación se forman nuevos enlaces a menor entalpía, habrá una pérdida neta de energía, y el proceso global será exotérmico.
La energía de disociación heterolítica de enlace está involucrada en la ruptura de enlaces químicos por heterólisis.